# Kirkby Underwood
Kirkby Underwood – wieś w Anglii, w hrabstwie Lincolnshire, w dystrykcie South Kesteven. Leży 46 km na południe od Lincoln i 149 km na północ od Londynu.
W 2001 miejscowość liczyła 200 mieszkańców.